# Bangor (Michigan)
Bangor – miasto w Stanach Zjednoczonych, w stanie Michigan, w hrabstwie Bangor.